# جاك سمول (لاعب كريكت)
جاك سمول (بالإنجليزية: Jack Small)‏ (7 أكتوبر 1765 - 21 يناير 1836) هو لاعب كريكت بريطاني (وحمل سابقاً جنسية المملكة المتحدة لبريطانيا العظمى وأيرلندا ومملكة بريطانيا العظمى).